# Comte de Sanois
Jean-François Joseph Geffrard de la Motte, comte de Sanois (1723-1799) est un militaire et écrivain français.
Peu avant la Révolution, le comte de Sanois est interné à Charenton en vertu d’une lettre de cachet demandée par sa famille. Personnage remuant, ancien officier, gentilhomme breton féru de noblesse et de tradition, c'est aussi un admirateur de Rousseau qu’il a rencontré. Il va lutter contre l’injustice dont il est la victime. 

## Biographie
Né le 10 octobre 1723 à Val-d'Izé près de Vitré en Bretagne, fils de Joseph Geffrard de La Motte, contrôleur des domaines et bois du roi en Bretagne, et de Marie Anne Nouail de Cohigné (d'une famille malouine), il intègre le prestigieux régiment des Gardes-Françaises en 1745 et assiste pour son baptême du feu à la bataille de Fontenoy.
En 1761, il épouse Anne Louise Rulault d'Auroir, fille de Philibert Rulault, seigneur de Sanois, conseiller au Parlement de Paris, et de Marie-Anne de Goislard de Monsabert (fille d'Anne-Charles Goislard de Montsabert). Ils ont une fille, Marie, épouse de Mathieu-Emmanuel de Courcy d’où descendance.
Peu après son mariage, il doit quitter le service et se retire sur ses terres. Mais sa femme, fille unique d’un riche conseiller au Parlement de Paris, accepte difficilement de s’enterrer à la campagne. Malgré quelques héritages qui assurent une relative aisance, le couple va s’endetter, provoquant de nombreuses scènes de ménage et débouchant sur un drame public.
En 1785, perclus d’infirmités et désespéré par sa situation financière, le comte de Sanois s’enfuit à Lausanne. Persuadée à tort qu’il emporte leur fortune, son épouse sollicite une lettre de cachet auprès du lieutenant de police Jean-Pierre Lenoir qui lance un inspecteur à ses trousses. Sanois est ramené et enfermé à l’asile de Charenton. Ne cessant de clamer son innocence, il est enfin libéré au bout de neuf mois et se jette dans un procès contre sa femme afin qu'elle revienne sur sa demande de séparation de biens et laver son honneur.

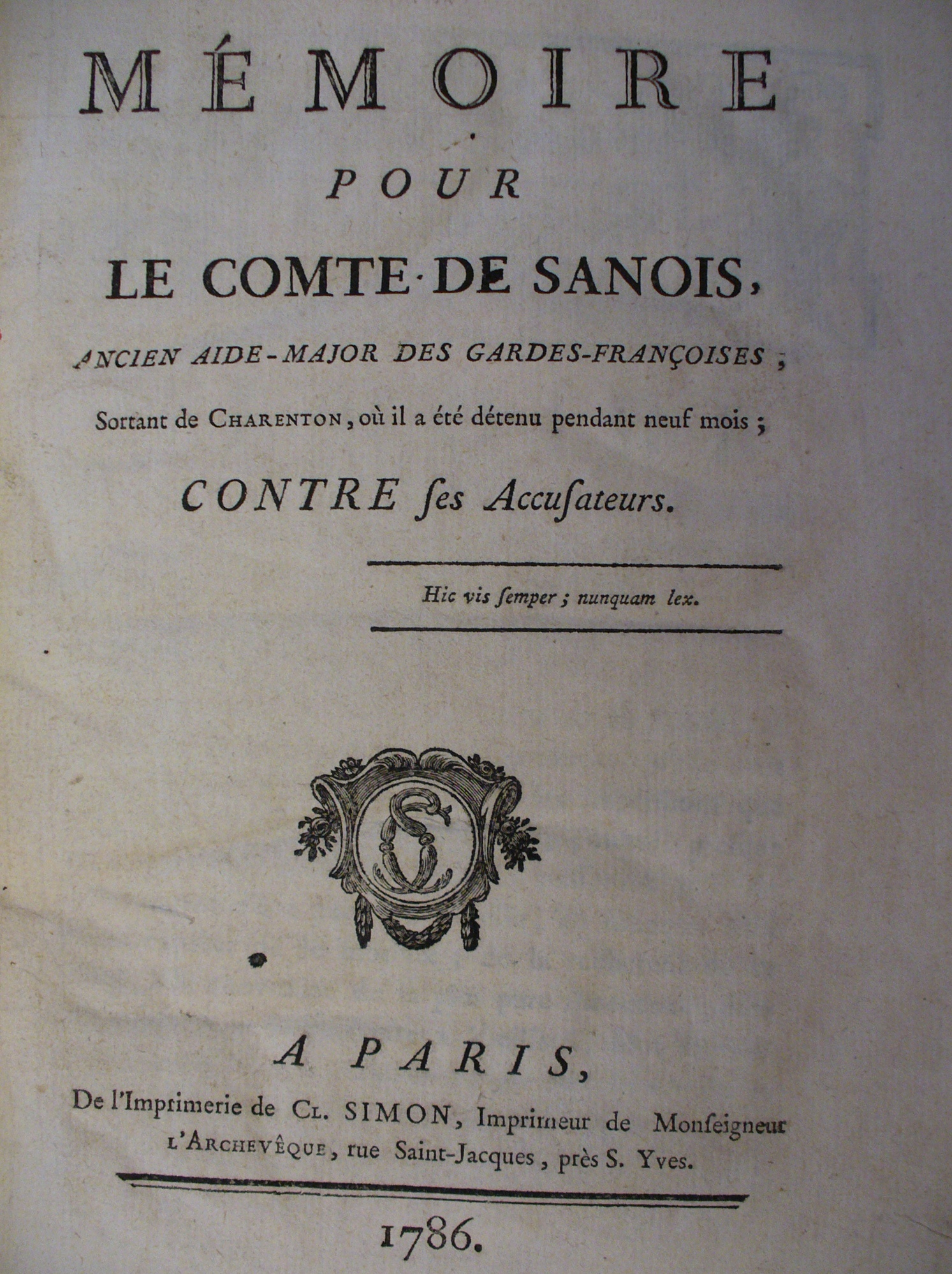
Mémoire de l'avocat Lacretelle.

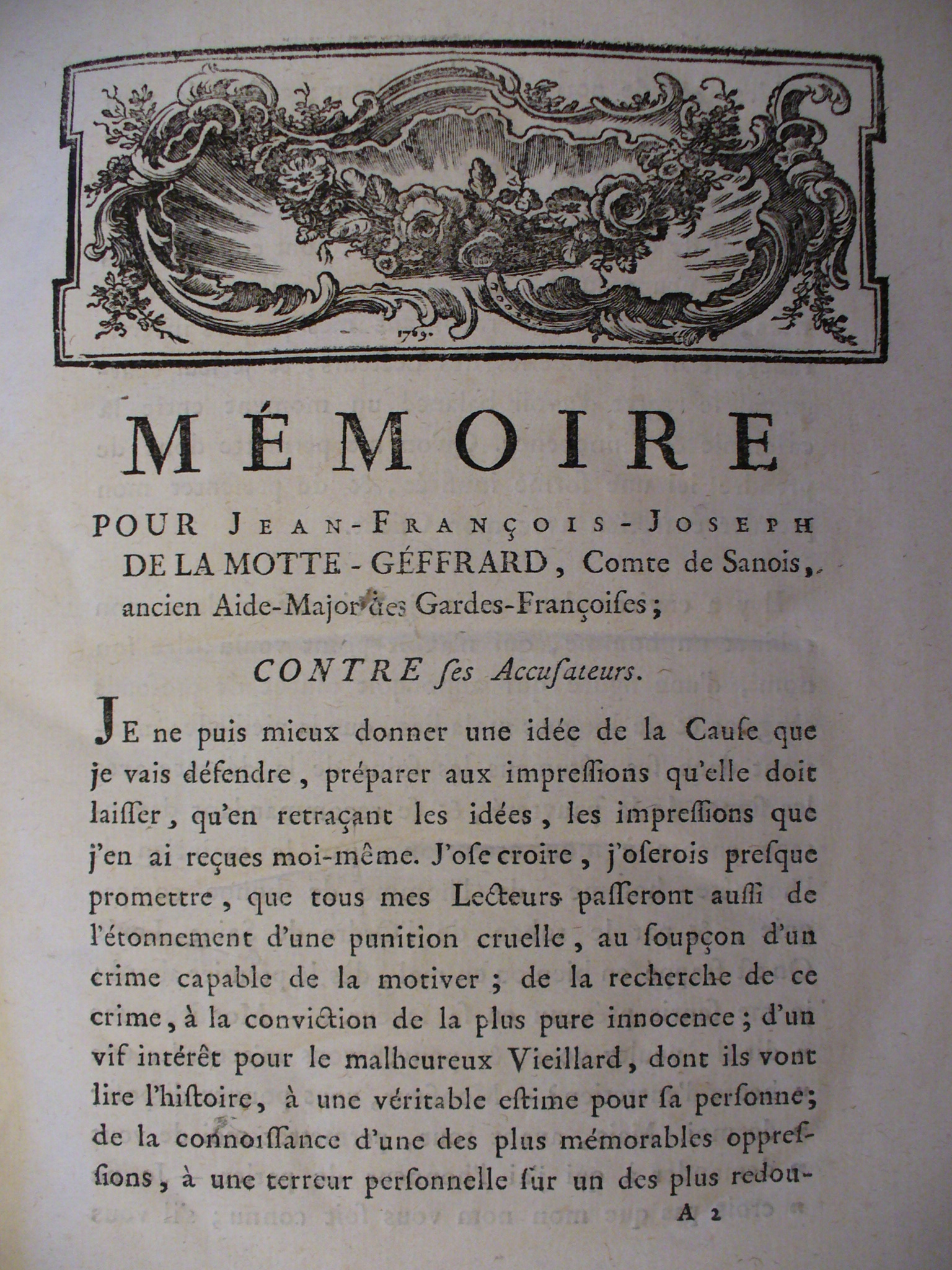
Mémoire de l'avocat Lacretelle.

## L’affaire Sanois
C’est en 1786, à la veille de la Révolution, que l’affaire Sanois éclate dans un climat social particulièrement tendu, transformant un banal fait divers en procès à sensation.
On s’indigne contre le principe des lettres de cachet, symbole du despotisme, on plaint l’infortuné vieillard qu’une épouse dénaturée a fait jeter à Charenton. L’affaire se prête donc à une exploitation médiatique par des avocats ambitieux et talentueux comme Pierre Louis de Lacretelle, devenu le nouveau champion des libertés individuelles. 
On s’arrache son Mémoire pour le comte de Sanois qui dénonce au passage l’emploi abusif des lettres de cachet. Échappant à toute censure, le mémoire judiciaire (ou factum) est devenu un genre littéraire à la mode. Au départ simple outil de travail rédigé par les avocats à l’intention des juges, c'est maintenant un redoutable moyen de communication qui gagne les salons et les cafés. Grâce à lui, les lecteurs se passionnent pour les causes célèbres comme l’affaire du collier de la reine ou le procès Kornmann.
La presse joue également un rôle décisif pour attiser la curiosité du public. Parmi les publications qui dévoilent les dessous de l’actualité, l’une des plus fiables est certainement les Mémoires secrets de Bachaumont, chronique anonyme attribuée en partie à un certain Mouffle d’Angerville. Ce rédacteur lui consacre pas moins de trente-quatre articles favorables. En 1788, le comte de Sanois les rassemble et intercale ses propres commentaires dans un ouvrage intitulé Mon honneur finalement justifié. Et même s’il rectifie quelques erreurs, le plus souvent il s’extasie, enthousiaste, devant l’authenticité de ces chroniques :
« Messieurs, vous avez rendu cette scène avec une telle exactitude, qu’il n’y a pas une virgule à en supprimer, ni un point à y rajouter. »
La défense de la comtesse est assurée par l'avocat Tronson du Coudray. En 1787, le procès se conclut sur une transaction : Mme de Sanois, conservant la totalité des biens, accepte de verser une rente au mari et de reconnaître que ses accusations n'étaient pas fondées. 
Le comte de Sanois repart alors en exil, cette fois-ci à Neuchâtel, où il espère publier le récit de ses infortunes auprès de la Société typographique de Neuchâtel. Mais il semble qu’il rencontre quelques difficultés. C’est avec joie qu’il apprend la nouvelle de la convocation des états généraux et retourne alors à Paris pour faire entendre sa voix contre les lettres de cachet et le « despotisme ministériel ».
Proche d'abord des patriotes qui demandent des réformes, plein d'enthousiasme, il fait imprimer brochure sur brochure en faveur de la Révolution. Seigneur de Pantin, il va même imprimer le cahier de doléances de sa paroisse accompagné de ses propres annotations. 
Comme le fait remarquer Lacretelle : « Il s’était d’abord tourné vers les idées de liberté : mais bientôt, l’abus qu’on en fit le retourna contre elles ».
Fidèle au roi et à la religion, il est ensuite emprisonné comme contre-révolutionnaire. Arrêté à deux reprises, il échappe à la guillotine et s’éteint à Paris le 24 pluviôse an VII (12 février 1799).
Il était seigneur de Pantin et de Sanois, un des fiefs du village d'Annet-sur-Marne.

## Œuvres
Personnalité originale, plaideur impénitent, sûr de son droit et de sa bonne foi, le comte de Sanois, grisé par la notoriété acquise en 1786, profite du vent de réforme qui soufflait pour exposer ses idées et diffuse jusqu’à sa mort une cinquantaine de brochures politiques parsemées de nombreux témoignages autobiographiques. Quelques-uns de ses textes sont en ligne :
- Collection complète des Mémoires du comte de Sanois
- Réflexions adressées par le comte de SAN*** à Messieurs les auteurs du Journal de Lausanne, sur les malheurs de la Maison Royale des STUARTS (1788).
- Questions proposées à toutes les assemblées, par un membre de la noblesse de celle de Meaux (1789)
- Lettre publiée dans la Chronique de Paris (18 janvier 1790)
- Lettre publiée dans la Chronique de Paris (21 mars 1790)
- Protestation d'un gentilhomme du diocèse de Meaux contre le décret d'abolition de la noblesse héréditaire (1790), lire en ligne sur Gallica
- Lettre d'un vieux soldat catholique-romain à l'ancien clergé séculier et régulier (1791), lire en ligne sur Gallica
- Crimes de Louis XVI (1791)
- Au Roi (1792), lire en ligne sur Gallica
- Relation du petit voyage que j’ai fait accompagné d’un ci-devant, charitable et bienfaisant... (1798)

## Témoignage
de l'historien Maxime du Camp qui a consulté les archives de la police avant leur destruction en 1871 : 

"Ce Sanois, ancien officier des gardes françaises, était un vieillard infirme que sa femme, dont il voulait se séparer, avait fait arrêter sous prétexte qu'il s'était emparé d'une partie de ses biens. Enfermé à Charenton sous la garde des frères de la Charité, qui usaient plus souvent de bâton que de raisonnements pour convaincre leurs prisonniers, il envoyait « à l'impitoyable M. Lenoir, conseiller d'État, lieutenant général de police, son plus proche voisin de campagne », des placets qui restaient sans réponse. Dans les mois de novembre et de décembre 1785, il adresse trente-quatre lettres au baron de Breteuil, qui n'en tient pas compte. Il fatiguait le ministre de ses importunités et de ses plaintes ; son langage se ressent de la phraséologie du temps ; il parle des âmes sensibles, du vertueux monarque, de l'empire des lois, à qui nul ne peut être soustrait. Toujours et sans cesse, mais vainement, pour unique faveur, il demande des juges. On était las de ses suppliques, on voulait l'empêcher d'en faire de nouvelles, et on lui retira toute feuille de papier.
"Alors ce qu'on voit est lamentable, et il y a là trois lettres qu'il est difficile de regarder sans émotion. La première est écrite en très gros caractères sur une carte géographique représentant le tableau des postes en 1780 ; la seconde est tracée sur un mouchoir de toile : « Monsieur, n'ayant point de papier, je suis forcé de vous écrire sur du linge. » La troisième, rongée par les vers qui l'ont trouée comme un crible, se déroule sur une sorte de pâte, moitié plâtre et moitié carton, appliquée sur une cravate de batiste, soutenue par des bandelettes de toile grossière empruntée à quelque torchon oublié dans le cabanon. Elle est sinistre d'aspect, et, pour être ainsi confectionnée, a dû exiger des efforts considérables. De ces pauvres chiffons qui, sans résultat, ont passé sur le bureau du lieutenant de police et des ministres, on dirait qu'il sort une voix pleine de lugubres prédictions. On avait beau murer les fenêtres et doubler les sentinelles, les cris de la prison commençaient à s'entendre du dehors. Ceux que poussait Mirabeau perçaient la pierre des donjons.".